# Helipuerto Bétera-Valencia

i8
i11
i13
Der Helipuerto Bétera-Valencia ist ein Hubschrauberlandeplatz im Gemeindegebiet der Stadt Bétera in der spanischen Provinz Valencia. Der Heliport auf der Militärbasis Jaime I. de Bétera liegt im nördlichen Ortsteils La Mallà und wird von den spanischen Heeresfliegern betrieben. 
Es ist der Standort des Batallón de Helicópteros de Emergencia núm. II (BHELEME II), deren mittlere Rettungshubschrauber der Super Puma/Cougar-Familie (HU-21 bzw. HU-27) auch hier stationiert sind. Die Gruppe mit den leichten Helikoptern liegt in Colmenar Viejo.
Die Gesamtfläche beträgt rund 658 Hektar und beinhaltet eine 275 Meter lange und 30 Meter breite Asphaltpiste der Kategorie CAT A und Stellflächen für 17 Hubschrauber. Der Platz entspricht der ICAO-Brandschutzkategorien Heliport H 3 für Hubschrauber mit Rotorkreisdurchmesser bis 35 Metern.
Neben dem südlichen Tower befinden sich eine Tankstelle, Wartungs- und Lagerhallen, Mannschaftsunterkünfte, Bibliothek, Sportplätze, Schwimmbad und Fitnessräume.